# Максимум цен
Максимум цен (фр. maximum général) — во французской правовой системе название определённой законом высшей платы, которую дозволяется брать за продаваемые товары; понятие получило особую известность в годы Великой революции, когда якобинцы приняли два знаменитых закона о максимуме цен.

## Предыстория
В отдельных случаях для регулировки цен такого рода максимумы не раз назначались административными мерами, особенно для уменьшения вреда от монополий: их находят ещё в эдиктах римских императоров Диоклетиана, Валентиниана и др. Известны попытки французского короля Филиппа Красивого установить законом максимум цен на продовольственные товары.
В 1304 году Филипп Красивый с целью уничтожения дороговизны издал приказ, устанавливавший максимальные цены на пшеницу, бобы, ячмень и другие виды продовольственных товаров; кто имел больше хлеба, чем нужно для собственного продовольствия и посевов, должен был везти его для продажи на рынки под страхом конфискации. Через несколько недель после издания королевского указа рынки опустели, и голод стал ещё заметнее; король принуждён был отменить принудительные цены и само приказание вывозить хлеб на рынок. Год спустя он уничтожил монополию булочников в Париже и предоставил установление цен свободной конкуренции.

## Законодательство Национального конвента
Пятью веками позже опыт был повторён Конвентом, который осаждали просьбами неимущие под влиянием тяжёлого экономического кризиса первых лет революции.
В начале апреля 1793 года администрация Парижского департамента в лице прокурора-синдика Люлье (фр. Louis-Marie Lullier) выступила с инициативой о введении максимума цен на зерно. Это предложение получило поддержку якобинцев Робеспьера, Шометта и других, но встретило возражение со стороны жирондистов. 27 апреля Барбару утверждал в Конвенте, что введение единого максимума цен (таксы) на зерно приведёт к сокращению посевов. Реаль указывал, что купцы перестанут скупать в провинциях хлеб, чтобы не быть принуждёнными продавать его с убытком в Париже. Дюко говорил о трудности установить цену для разных мест, о невозможности для правительства установить справедливое вознаграждение производителям и купцам и о неминуемом сокращении посевов. 28 апреля якобинец Филиппо возражал на это, что рост цен на зерно является следствием политических заговоров и что нет другого способа борьбы с этим, кроме установления максимума.
1 мая 1793 года в Конвент явилась депутация от города Версаля, требовавшая введения максимума; за этой депутацией последовала другая, от Сент-Антуанского предместья, и под давлением народных угроз явился декрет 3 мая: все владельцы хлеба обязаны заявить об имеющихся у них количествах его; хлеб продавать можно лишь на общественных рынках, в присутствии особых надсмотрщиков; в каждом департаменте устанавливается максимум, выведенный из средней рыночной ценности с 1 января по 1 мая 1793 года; он должен уменьшаться на 1/10 в месяц с 1 июня по 1 сентября; за нарушение закона и порчу хлеба назначается конфискация запасов и смерть. Дальнейшим шагом был декрет 11 сентября, устанавливавший единообразный максимум для всей Франции на время до 1 октября 1794 года (14 ливров за квинтал); он был издан также под давлением парижской бедноты.
Ввиду вздорожания всех товаров понадобился новый декрет 29 сентября 1793 года, устанавливавший цены на все предметы первой необходимости; за нарушение его назначались штраф и занесение в список подозрительных. Ввиду потерь, которые несли розничные торговцы, в их защиту появился декрет от 11 брюмера II г. (1 ноября 1793 года), устанавливавший прибыль оптового торговца в 5 %, а розничного в 10 % и определявший вознаграждение за провоз; разорившимся купцам назначалось пособие от государства. В силу того же закона особая комиссия выработала на новых началах трёхтомный «Tableau général du maximum de la République française» (закон 6 вантоза II г. — 24 февраля 1794 года), с целью «представить гражданам род сельскохозяйственной, мануфактурной, промышленной и экономической топографии».